# Robert II. Normandský
Robert II. Normandský zvaný normansky Robert Courteheuse („Krátká bota“ pro svou malou postavu, 1051/1054? – 10. února 1134, Cardiffský hrad) byl nejstarší syn Viléma Dobyvatele, hrabě z Maine (1063–1069), po otci normandský vévoda (1087–1106) a účastník první křížové výpravy. Po porážce roku 1106 strávil zbytek svého života ve vězení.

## Život

### Normandský vévoda

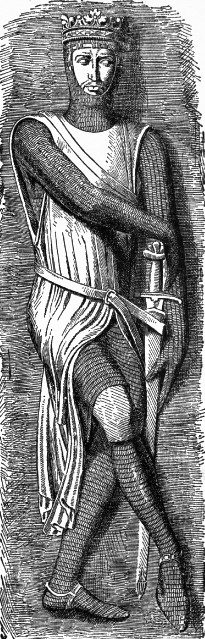
Nákres Robertova náhrobku

Robert byl prvorozeným synem Viléma Dobyvatele a svou přezdívku získal kvůli svému nevelkému vzrůstu. Již roku 1066 byl uznán budoucím vlastníkem normandského vévodství, ale zatím se nemohl ujmout vlády. Byl nedočkavý a chtěl získat své dědictví ihned.
| „ | Chtěl bych mít svého, abych mohl zaplatit ty, co mne následují... | “ |

Robertovo snažení podporoval francouzský král Filip I., kterému se hodily rozepře mezi Vilémem, jeho největším leníkem a nezdárným synem. Roku 1079 Robert vydržel na hradě Gerberoy normanské obležení a dokonce se mu podařilo otcovy vojáky zahnat. Když roku 1087 Vilém Dobyvatel na vojenském tažení u Mantes umíral, trávil Robert tuto chvíli na francouzském dvoře. Však také sice Normandii po otcově skonu konečně získal, ale pro svou neschopnost a nedobré vztahy s otcem nebyl stanoven následníkem a anglickou korunu dostal mladší bratr Vilém Rufus. Nejmladší bratr Jindřich jako odškodnění získal finance. Robertovi se uspořádání příliš nezamlouvalo a některým šlechtickým klikám na anglické půdě také ne.
| „                                         | Budeme-li sloužit vévodovi Robertovi, urazíme jeho bratra Viléma a on nás pak připraví o naše důchody a tituly v Anglii. Na druhé straně, budeme-li poslušni krále Viléma, zbaví nás vévoda Robert dědičných statků v Normandii... | “ |
| — Odo z Bayeux (kronika Orderika Vitalia) | |   |

Vzpoura však netrvala dlouho, protože Robert anglické šlechtice roku 1088 nepodpořil. Král Vilém se naproti tomu snažil získat Normandii a musel čelit domácímu spiknutí. Roku 1091 se Vilém na normandské půdě vylodil, porazil Robertovo vojsko a přinutil ho postoupit mu část svých pozemků.

### Křížová výprava

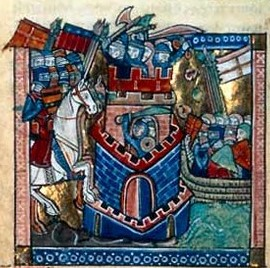
Dobývání Antiochie (Histoire d'Outremer)

Oboustranné napětí polevilo roku 1096, kdy papež Urban II. začal lákat křesťanskou Evropu k záchraně Božího hrobu z rukou nevěřících. Robert se společně se svým švagrem Štěpánem vydal na křížovou výpravu a nemaje dostatek finančních prostředků, zastavil Normandii bratrovi Vilémovi za 10 tisíc marek.
| „                     | V říjnu se Robert, vůdce Normanů, syn Viléma, krále Angličanů, vydal na cestu poté, co shromáždil velkou armádu složenou z lidí z Normandie, Anglie a Bretaně; a s nimi šli jeho švagr Štěpán, vznešený hrabě z Blois a Robert hrabě Flanderský s mnoha jinými urozenými. | “ |
| — Fulcher ze Chartres | |   |

Spojené vojsko prošlo Francií a pokračovalo do Itálie. V Lucce se setkali s papežem Urbanem II. a přijali od něho požehnání k další cestě. Po krátce zastávce v Římě se ubírali dále na jih Itálie až dorazili do Bari. Zde se vojska rozdělila. Zatímco Robert II. Flanderský se spolu se svým vojskem přeplavil přes Jadranské moře, Robert Normanský se Štěpánem z Blois se rozhodli přezimovat v Kalábrii. Na další cestu se pak vydali teprve na jaře.
| „                     | Tedy léta Páně tisícího devadesátého sedmého, když nastalo jaro a přiblížil se měsíc březen, hrabě normanský a hrabě Štěpán z Blois se všemi svými, kteří podobně vyčkávali příhodného času, ihned vydali se k moři. A sjednavše loďstvo, pátého dubna, na kterýžto den připadl Hod Boží velikonoční, v přístavu brundisijském na lodice vstoupili. | “ |
| — Fulcher ze Chartres | |   |

### Návrat z křížové výpravy a boj o anglický trůn

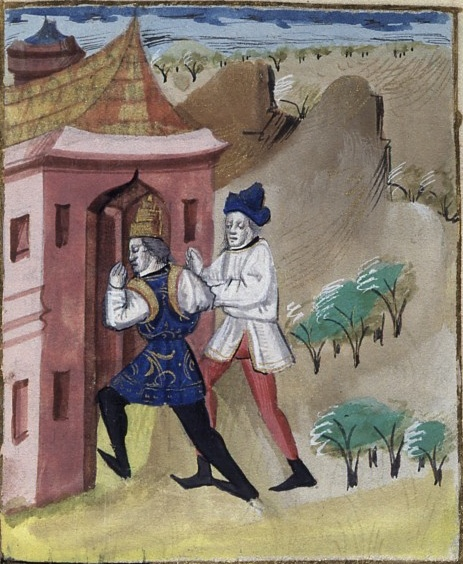
Robert Curthose ve vězení (iluminace z 15. století)

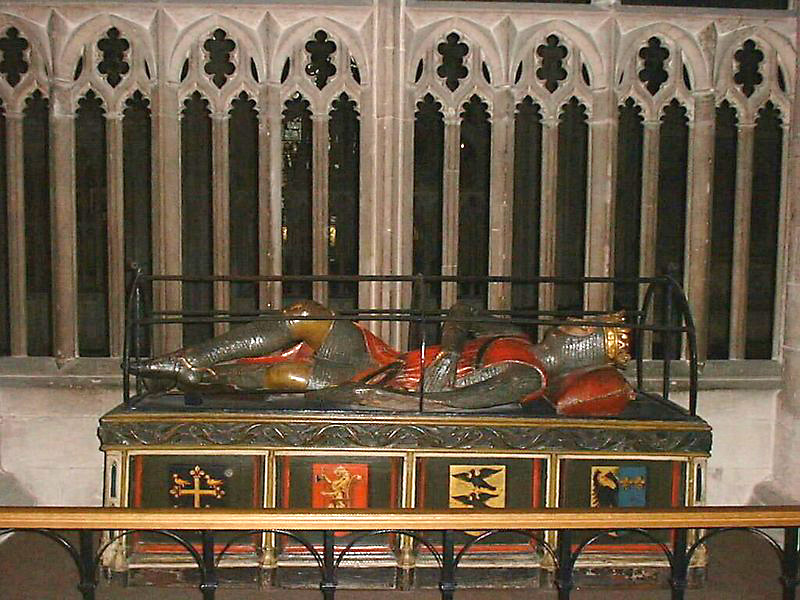
Náhrobek Roberta Normanského (katedrála v Gloucesteru)

Vilém Rufus však při nehodě na lovu 2. srpna 1100 zemřel a anglické koruny se za Robertovy nepřítomnosti zmocnil nejmladší Jindřich. Robert se vrátil z kruciáty o několik týdnů později doprovázen movitou italskou manželkou a věhlasem bojovníka s nevěřícími a v červenci 1101 se vylodil na anglickém pobřeží. Bratři se posléze dohodli, že si Jindřich nechá Anglii a vyplatí Robertovi každoroční důchod dvou tisíc liber. Jindřich poté pronásledoval Robertovy straníky a vykázal je do exilu.
Situace se vyřešila roku 1106 v bitvě u Tinchebray, kde se bojovalo o anglické království a normandské vévodství.
| „                | Oba bratři bojovali jedinkrát proti sobě, aby ustaly spory, které každý den krví sytily půdu. Spravedlivým Božím soudem bylo vítězství přiznáno příteli míru a spravedlnosti a jeho nepřátele byli rozprášeni... | “ |
| — dobová kronika | |   |

Jindřich Roberta porazil, zajal a nechal jej internovat na dvacet let na hradě Devizes.
| „                                            | Nedržel jsem jej v železech jako zajatého nepřítele, nýbrž ubytoval jsem jej jako urozeného poutníka v královském paláci... | “ |
| — Jindřich I. papeži Kalixtovi II. roku 1119 | |   |

Následně byl vězeň převezen do Cardiffu, odkud téměř unikl přes bažiny. Dle pověsti jej poté Jindřich raději nechal oslepit, aby předešel dalším snahám o útěk. Robert strávil v bratrově vězení celých dvacet osm let, zdá se, že zemřel jako osmdesátiletý stařec a byl pohřben v kostele sv. Petra v Gloucesteru, kde je dodnes jeho dřevěný náhrobek. Vévodova socha stávala také v kostele sv. Štěpána v Caen a v bazilice Saint-Denis byl zachycen na vitráži jako bojovník se Saracény.
Nárok na normanské vévodství po čase vznesl Robertův syn Vilém Clito, jenž prohlásil, že je právoplatným normanským vévodou on a ne Jindřich. Anglický král byl po roce 1106 nucen strávit více než polovinu své vlády na evropské pevnině obranou svých zájmů proti nenasytným sousedům v podobě francouzského krále Ludvíka VI., hraběte Fulka z Anjou a flanderskými hrabaty.